# Konkordat von 1801

Die neugegliederte Römisch-katholische Kirche in Frankreich

Das Konkordat vom 15. Juli 1801 war ein Staatskirchenvertrag zwischen Frankreich und dem Heiligen Stuhl. Napoléon Bonaparte beendete damit den geistlich-weltlichen Kampf mit der Katholischen Kirche in seinem Sinne. Die Katholische Kirche in Frankreich gliederte sich für die folgenden zwei Jahrzehnte in 59 Diözesen, die zu zehn Kirchenprovinzen zusammengefasst waren und auch schon annektierte Gebiete umfassten.

## Motive
Napoleon hatte mit Rom eine Regelung angestrebt, um der Unterdrückung des Katholizismus als Resultat der Französischen Revolution entgegenzusteuern. Dazu veranlasste ihn zum einen das Kalkül, sich als erster Konsul der Republik zu profilieren, zum anderen die Beendigung der Revolution durch den Staatsstreich von 1799 nun auch auf kirchlichem Gebiet auszudrücken.

## Resultate
In diesem Vertrag, den Napoleon als Vertreter der Ersten französischen Republik und Kardinal Ercole Consalvi als Vertreter Papst Pius VII. unterzeichneten, erkannte der Papst die Französische Republik, den Zivilstand der Katholischen Kirche und die von Napoleon angeordnete Entlassung aller Bischöfe an.
Pius VII., der später, 1804, zur Mitwirkung an der Kaiserkrönung Napoleons genötigt wurde und im Streit mit dem Kaiser 1806 bis 1814 in Gefangenschaft geraten sollte, beurteilte die Situation realpolitisch, weshalb er sich zu Verhandlungen bereit zeigte. 1801 kam es zur Unterzeichnung des Konkordats in Paris. In der Präambel wurde die katholische Religion als die „der großen Mehrheit der französischen Bürger“ bezeichnet, ohne dass allerdings wie bisher von einer Staatsreligion die Rede war. Das Konkordat erkannte die Pluralität der religiösen Bekenntnisse, die Freiheit der Kultusausübung und die Republik als solche an.
Ein weiteres Ergebnis des Konkordats war, dass die Autorität Napoleons gestärkt wurde. Außerdem schuf es eine Ordnung des kirchlichen Lebens bis zur radikalen Trennung von Staat und Kirche 1905 und diente als Vorbild für andere Kirchen und Länder. Im Elsass und im Département Moselle ist es noch heute gültig, da diese Gebiete 1905 nicht zu Frankreich gehörten und das neue Recht nicht übernahmen. 
Die „Organischen Artikel“ vom 8. April 1802 (18 germinal an X) folgten dem Konkordat als Ausführungsgesetz. Seine nicht mit der Römischen Kurie vereinbarten 77 Artikel sicherten abermals staatliche Prärogative, also die Notwendigkeit der staatlichen Zustimmung zu päpstlichen Dekreten. Darüber hinaus wurden hier wegweisende Richtlinien für die katholische und protestantische Kirchenorganisation niedergelegt.

## Galerie

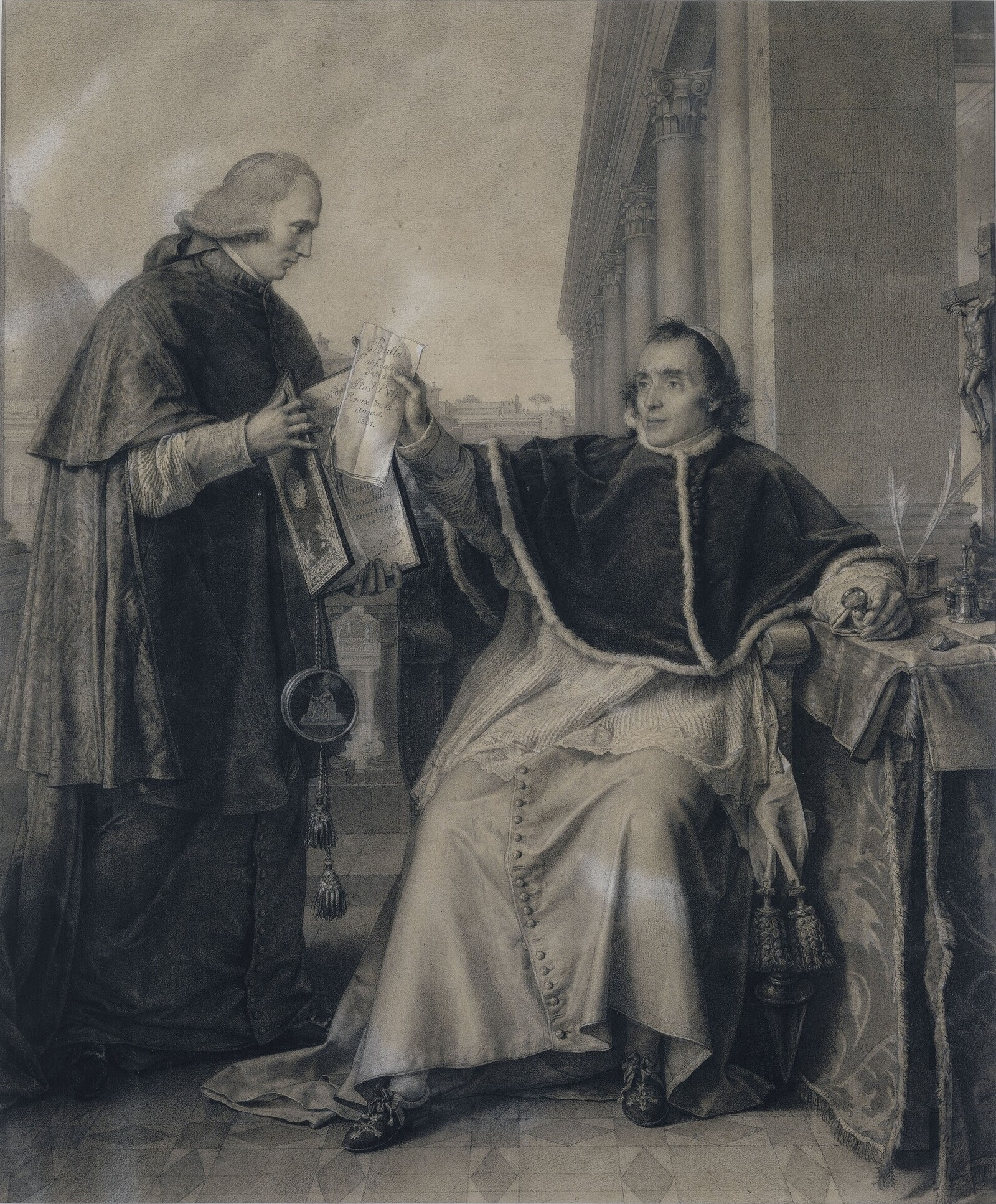
Consalvi erhält das ratifizierte Konkordat von Papst Pius VII.
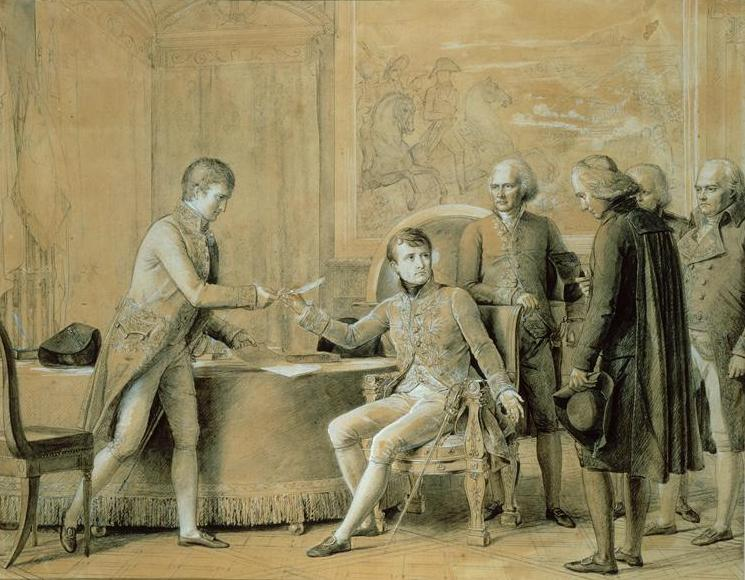
Napoleon ratifiziert das Konkordat
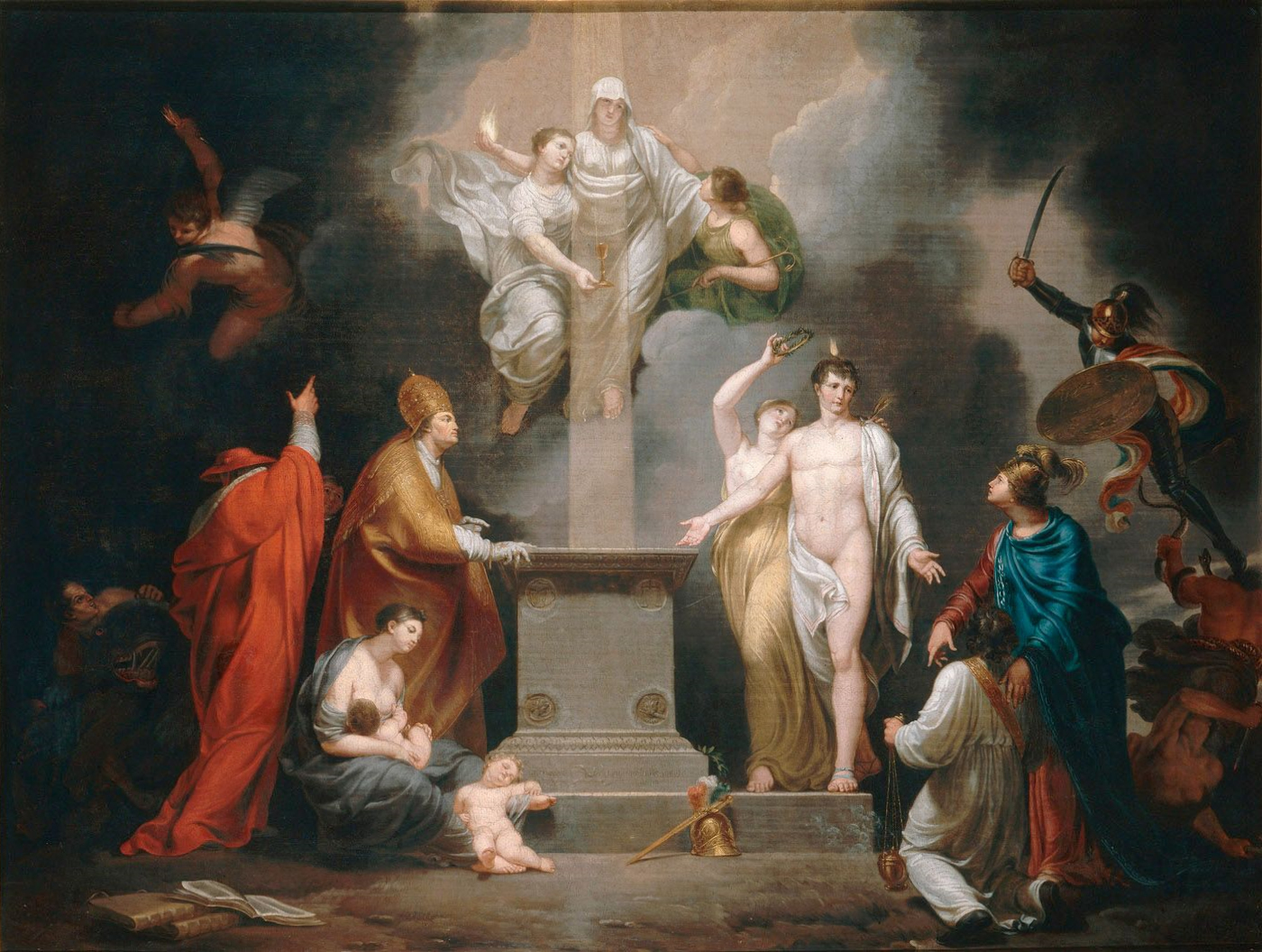
Allegorie auf das Konkordat